# Алгети (Тетрицкаройский муниципалитет)
Алгети (груз. ალგეთი) — село в Тетрицкаройском муниципалитете края Квемо-Картли Грузии. Входит в состав поселкового общества Манглиси.

## География
Расположено на высоте до 1190 м над уровнем моря, на левом берегу реки Алгети. В 38 км от города Тетри-Цкаро.

## История
Образовано в 1927 году путем объединения сел Буденовка (быв. Поселение, Сергиевское) и Ворошиловка (быв. Старый Манглис, Голицынское, Новый Свет).
В 1840 году вблизи штаб-квартиры Манглиси были образованны военные поселени: вокруг старого Манглиского храма — Голицынское (известное также как Старый Манглис) и на земле, купленной у князей Бебутовых было обустроена Сергиевская слобода (позже преобразованное в село Сергеевское и Поселение).

## Демография
| Год переписи | Населения |
| ------------ | --------- |
| 2002         | 256       |
| 2014         | 152       |

Национальный состав по переписи 2014 г.: грузины 35 %, русские 31,5 %, греки 10 %, азербайджанцы 8,5 %, армяне 2,5 %